# Grand Prix de Tennis de Toulouse 1989
Il Grand Prix de Tennis de Toulouse 1989  è stato un torneo di tennis giocato sul cemento. È stata l'8ª edizione del Grand Prix de Tennis de Toulouse, che fa parte del Nabisco Grand Prix 1989. Il torneo si è giocato a Tolosa in Francia, dal 9 al 15 ottobre 1989.

## Campioni

### Singolare maschile
Jimmy Connors ha battuto in finale  John McEnroe con il punteggio di 6–3, 6–3

### Doppio maschile
Mansour Bahrami /  Éric Winogradsky hanno battuto in finale  Todd Nelson /  Roger Smith con il punteggio di 6–2, 7–6